# L'Innovation pédagogique
L'innovation pédagogique est un ouvrage d'André Tricot paru en 2017 aux Éditions Retz. Dans ce petit livre, Tricot examine neuf "mythes ou réalités" pédagogiques contemporaines, avec le double objectif de vérifier si ces pratiques "innovantes" le sont réellement, et d'évaluer si elles permettent effectivement d'améliorer l'apprentissage. Selon Jean-Michel Zakhartchouk, Tricot procède dans ce livre comme "un chercheur rigoureux et sans complaisance, mais jamais donneur de leçon".

## Résumé
Les postulats pédagogiques analysés par l'auteur sont les suivants,:
1. Faire manipuler permet de mieux faire apprendre
2. Les élèves apprennent mieux quand ils découvrent par eux-mêmes
3. S’appuyer sur l’intérêt des élèves améliore leur motivation et leur apprentissage
4. Les élèves apprennent mieux en groupe
5. La pédagogie par projet donne du sens aux apprentissages
6. Les situations de classe doivent être authentiques
7. Il faut inverser la classe: les apports notionnels à la maison, les applications en classe
8. Le numérique permet d’innover en pédagogie
9. L’approche par compétence est plus efficace